# Markgrafschaft Susa

Das Königreich Italien (781–1014) mit der Markgrafschaft Susa

Die Markgrafschaft Susa entstand um 940/945, als es Arduin Glabro, dem Grafen von Auriate und späteren Markgrafen von Turin, gelang, die Sarazenen aus dem Valle di Susa zu vertreiben, und der damit den oberhalb des Ortes Susa liegenden Alpenpass am Mont Cenis wieder nutzbar machte. Diese militärische Bedeutung war es auch, die den Titel Markgrafschaft rechtfertigte. Das Gebiet vererbte sich innerhalb Arduins-Familie, bis es Mitte des 11. Jahrhunderts durch Heirat an das aufstrebende Haus Savoyen kam. Eine Weitergabe der Markgrafschaft an Friedrich von Lützelburg und dessen Sohn war nicht von Dauer.

## Markgrafen von Susa

### Arduine

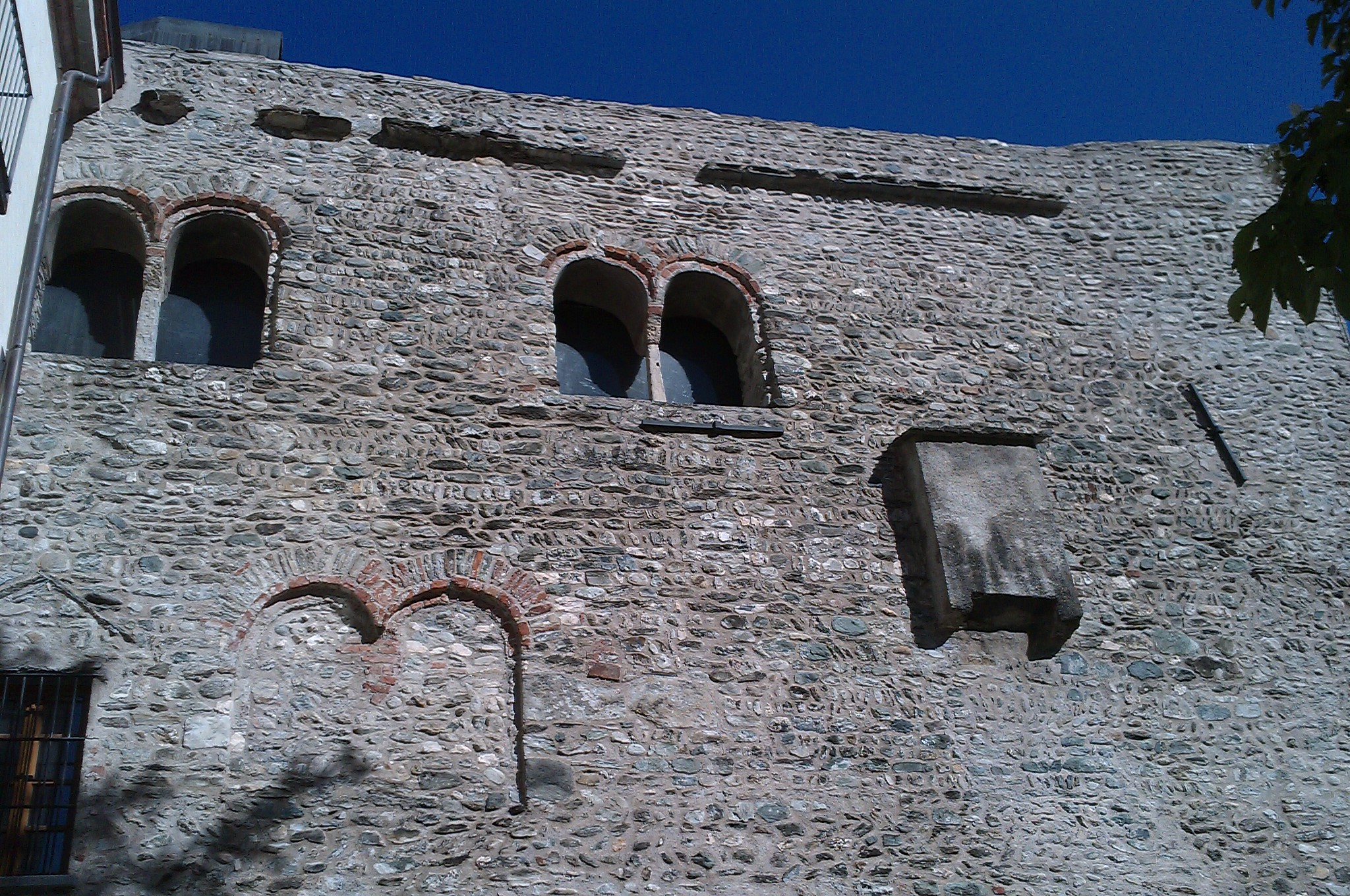
Burg Susa, von Markgräfin Adelheid auf den Ruinen des römischen Praetoriums erbaut.

- Arduin Glabro (Arduin der Kahle), † nach 4. April 976, Graf von Auriate, Markgraf von Turin
- Maginfred (Manfredo), † vor 1001, dessen Sohn, Markgraf
- Odalrich-Maginfred (Odelricus dictus Mainfredus), dessen Sohn, wohl 1001 Markgraf von Turin, Herr von einem Drittel Valle di Susa
- Boso, wohl 1026 zu Castello di Susa, wohl Graf von Susa, Urenkel Arduins
- Wido, dessen Bruder, Markgraf wohl von Susa, wohl 1026 zu Castello di Susa, 1029 bezeugt, † vor 1040
- Adelheid, † 1091, Markgräfin von Susa, Herrin von Turin, Tochter von Odalrich-Maginfred; ⚭ I Hermann IV., Herzog von Schwaben, † 1038 (Babenberger); ⚭ II Heinrich Markgraf von Montferrat (Aleramiden); ⚭ III Odo, † 1060, Sohn des Grafen Humbert I. von Maurienne, um 1046 Markgraf von Susa

### Haus Savoyen
- Odo, † 1060, um 1046 Markgraf von Susa (Haus Savoyen)
- Peter I., † 1078, Graf von Savoyen, deren Sohn
- Amadeus II., † 1078 Graf von Savoyen, Markgraf von Susa

### Haus Scarponnois
- Friedrich von Mousson, † 1092, Herr von Lützelburg, Markgraf von Susa 1065, Schwiegersohn Peters
- Peter, † vor 1133, dessen Sohn, Herr von Lützelburg, Markgraf von Susa